# Pont de Kazarma
El pont micènic de Kazarma o Pont d'Arkadiko està situat a Argòlida, al Peloponès, Grècia, a la carretera que uneix Micenes i Tirint amb Epidaure. És visible a algunes desenes de metres al nord de la carretera moderna, a l'altura del quilòmetre 15. Sempre ha estat en servei i serveix encara avui per a la circulació local i agrícola.

## Tres ponts micènics
Partint de Nàuplia, es conserven tres ponts micènics en aquesta carretera: des d'un lloc elevat, un primer pont permet apreciar plenament l'amplitud de la carretera micènica, que fàcilment podria donar pas als carros de guerra de l'època. El segon, molt més conegut, és el pont de Kazarma. El tercer pont, situat prop de la ciutat d'Arkadikó, està en molt mal estat.

## Història

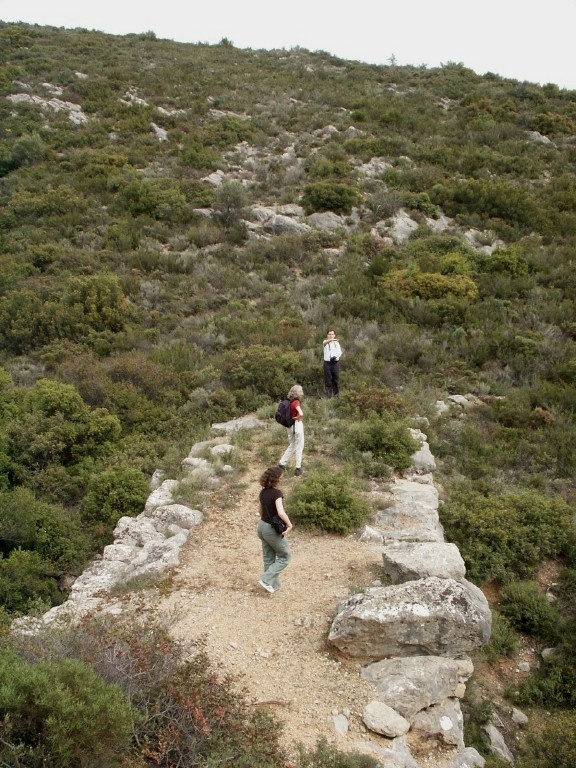
Un altre pont micènic, a la mateixa carretera, més prop de Nàuplia.

Aquests ponts foren probablement construïts cap el 1300 aC, a l'època micènica, més concretament en el Hel·làdic IIIb (c. 1340-1200 aC) La carretera unia les grans ciutats estat micèniques de Micenes, Argos i Tirint amb el port de Palaia Epidavros.

## Descripció
Els tres ponts, de tècnica semblant, estaven composts d'una volta amb arcs en mènsula de grans blocs calcaris d'aparell ciclopi apilades sense argamassa, característic de les construccions micèniques, com les que es poden trobar a Micenes, Tirint, Gla i altres fortaleses contemporànies. Aquests ponts figuren entre els més antics del món.